# Осиновичская волость

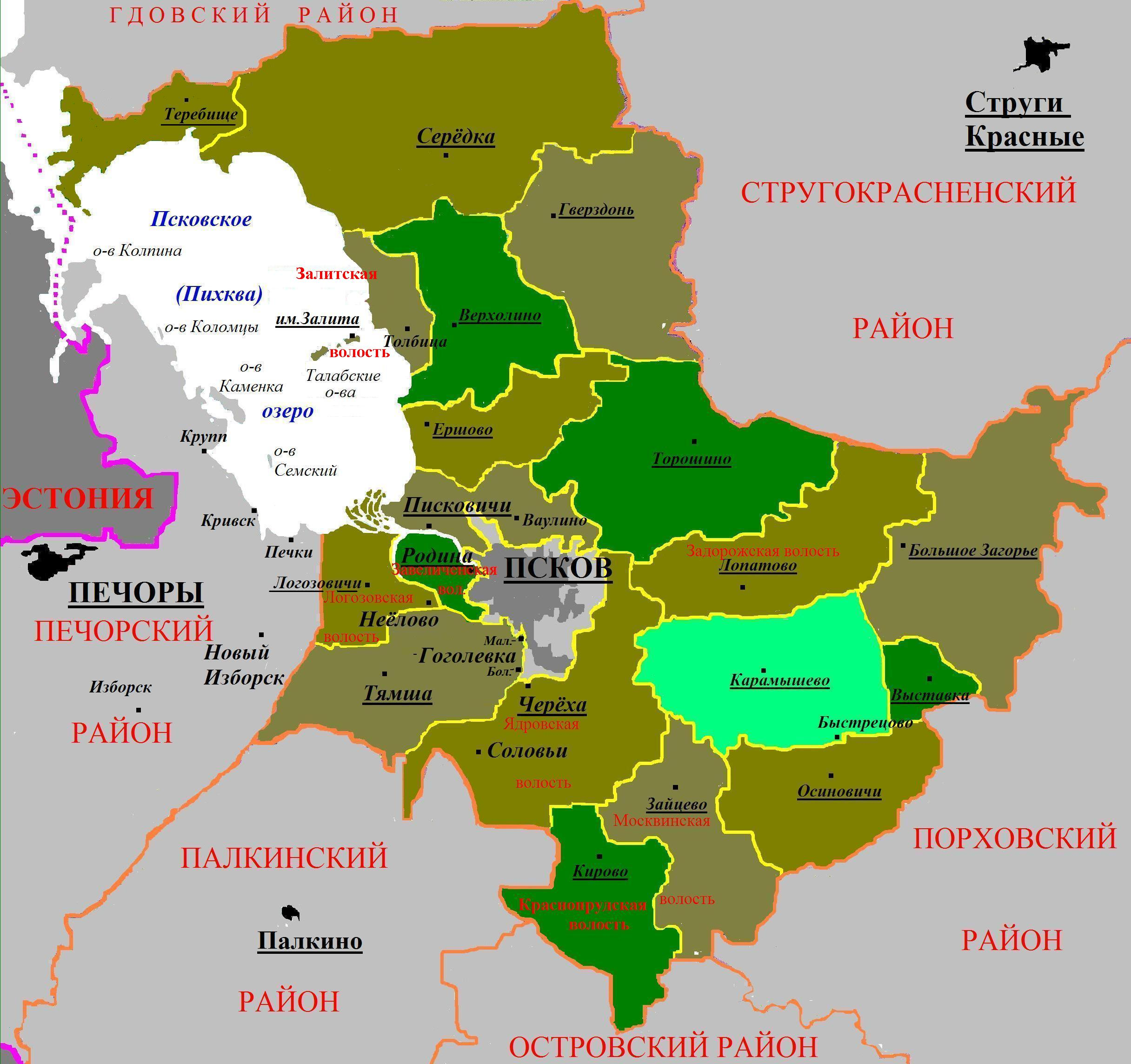
Административное деление Псковского района (2005)

Осиновичская волость — административно-территориальная единица 3-го уровня в составе Псковского района Псковской области РФ, существовавшая в 1995—2009 годах. В 2009 году волость была упразднена в пользу сельского поселения «Карамышевская волость».

## Предыстория и Осиновичский сельсовет
В составе Псковского уезда Псковской губернии на момент 1914 года существовала Виделибская волость (д. Воробьёво) — на юге современной Карамышевской волости Псковского района
Постановлением Президиума ВЦИК РСФСР от 1 августа 1927 года в составе новообразованного Карамышевского района был образован Лопатинский сельсовет (д. Осиновичи, д. Лопатиха). В составе новообразованного Славковского района в 1928 году был образован Шишловский сельсовет (д. Шишлово). Указом Президиума Верховного Совета РСФСР от 16 июня 1954 года Шишловский сельсовет переименован в Сокоевский сельсовет (д. Сакоево). Указом Президиума Верховного Совета РСФСР от 3 октября 1959 года  из упразднённого Славковского района в состав Карамышевского района был передан Сокоевский сельсовет (д. Сакоево). Решением Псковского облисполкома от 25 апреля 1960 года Лопатинский и Сокоевский сельсоветы были объединены в Осиновичский сельсовет. Указом Президиума Верховного Совета РСФСР от 1 февраля 1963 года Карамышевский район был упразднён, а Осиновичский сельсовет был передан в состав Псковского района.

## Осиновичская волость
Постановлением Псковского областного Собрания депутатов от 26 января 1995 года территории сельсоветов были переименованы в волости, в том числе Осиновичский сельсовет был переименован в Осиновичскую волость.

## Население
Численность населения Осиновичской волости по переписи населения 2002 года составила 751 житель (по оценке на начало 2001 года — 933 жителя).

## Населённые пункты
Список населённых пунктов Осиновичской волости в 1995 — 2009 гг.:
| #  | деревня             | 2000 г., чел. |
| -- | ------------------- | ------------- |
| 1  | Александровка       | 15            |
| 2  | Бараново            | 2             |
| 3  | Болдино             | 23            |
| 4  | Большие Пищевицы    | 12            |
| 5  | Бубнево             | 0             |
| 6  | Вешелово            | 5             |
| 7  | Волково             | 4             |
| 8  | Волкуша             | 1             |
| 9  | Волосово            | 10            |
| 10 | Волохово            | 13            |
| 11 | Вошково             | 10            |
| 12 | Глазково            | 0             |
| 13 | Гоголево            | 0             |
| 14 | Гор-Бобыли          | 29            |
| 15 | Горушка             | 2             |
| 16 | Емельяново          | 3             |
| 17 | Жарки               | 7             |
| 18 | Загузье             | 5             |
| 19 | Зайцево             | 5             |
| 20 | Калинкино           | 2             |
| 21 | Кашнево             | 0             |
| 22 | Корешниково         | 7             |
| 23 | Крыжики             | 2             |
| 24 | Кулешево            | 12            |
| 25 | Ладыгино            | 53            |
| 26 | Ланево              | 8             |
| 27 | Лекихино            | 3             |
| 28 | Липеты              | 162           |
| 29 | Лопатиха            | 24            |
| 30 | Малые Пищевицы      | 21            |
| 31 | Меленка             | 42            |
| 32 | Михалёво            | 2             |
| 33 | Мочево              | 28            |
| 34 | Овечкино            | 0             |
| 35 | Осиновичи           | 24            |
| 36 | Подвязье            | 15            |
| 37 | Подгорье            | 1             |
| 38 | Поддубье            | 1             |
| 39 | Попова Гора         | 7             |
| 40 | Поречье             | 13            |
| 41 | Рыбиха              | 7             |
| 42 | Сакоево             | 7             |
| 43 | Селихново           | 204           |
| 44 | Скариха             | 0             |
| 45 | Созыгино            | 0             |
| 46 | Старина             | 18            |
| 47 | Тешково             | 34            |
| 48 | Усадище             | 27            |
| 49 | Федотово-Харитоново | 18            |
| 50 | Шилово              | 12            |
| 51 | Шишлово             | 2             |
| 52 | Шунково             | 31            |

В соответствии с поправками к Закону Псковской области «Об установлении границ и статусе вновь образуемых муниципальных образований на территории Псковской области» от 5 ноября 2009 года (№ 911-ОЗ) все деревни упразднённой Осиновичской волости вошли в состав Карамышевской волости.